# Mythicomyia painterorum
Mythicomyia painterorum är en tvåvingeart som beskrevs av Hall och Neal L. Evenhuis 1986. Mythicomyia painterorum ingår i släktet Mythicomyia och familjen svävflugor.
Artens utbredningsområde är Arizona. Inga underarter finns listade i Catalogue of Life.